# 中华人民共和国烟叶税法
《中华人民共和国烟叶税法》是一部中华人民共和国法律，该法律于2017年12月27日在第十二届全国人民代表大会常务委员会通过，并于2018年7月1日起施行。

## 立法缘由
《中华人民共和国烟叶税法》的第一条是“在中华人民共和国境内，依照《中华人民共和国烟草专卖法》的规定收购烟叶的单位为烟叶税的纳税人。纳税人应当依照本法规定缴纳烟叶税。”

## 实施
《中华人民共和国烟叶税法》的最后一条是“本法自2018年7月1日起施行。2006年4月28日国务院公布的《中华人民共和国烟叶税暂行条例》同时废止。”